# Carabus lusitanicus
Carabus (Mesocarabus) lusitanicus – gatunek chrząszcza z rodziny biegaczowatych i podrodziny Carabinae.

## Taksonomia
Gatunek został opisany w 1758 roku przez Karola Linneusza. Klasyfikowany jest obecnie w podrodzaju Mesocarabus, a wcześniej był w podrodzaju Hadrocarabus.

## Opis
Poczwarka bardzo podobna do tej u C. dufouri. Przedtułów z rzadko owłosionym dyskiem i owłosionymi bocznymi przepaskami, przy czym przepaski i owłosienie na dysku nie są wyraźnie odgraniczone. Przetchlinki otoczone są dobrze rozwiniętymi parastigmami. Rozszerzenia pleuralne zauważalne nawet na pierwszym urycie. Brak cech morfologicznych umożliwiających pewne jej rozróżnienie od poczwarki C. dufouri, choć zaobserwowano pewne różnice w budowie i stosunkach rozmiarów płatków urotergalnych na odwłoku.

## Rozprzestrzenienie
Gatunek palearktyczny, endemiczny dla Półwyspu Iberyjskiego. Występuje w południowo-zachodniej części półwyspu na północ od rzeki Guadalquivir, zarówno na terenie Portugalii jak i Hiszpanii.

## Systematyka
Baza Carabidae of the World uznaje 5 podgatunków tego biegacza, natomiast Fauna Europaea wyróżnia ich 15:
- Carabus lusitanicus albarracinus Ganglbauer, 1886[2]
- Carabus lusitanicus antiquus Dejean, 1826[2]
- Carabus lusitanicus baguenai Breuning, 1926[2]
- Carabus lusitanicus bolivari Breuning, 1926[2]
- Carabus lusitanicus breuningi Csiki, 1927[1]
- Carabus lusitanicus brevis Dejean, 1826[2][1]
- Carabus lusitanicus castilianus Dejean, 1826[2][1]
- Carabus lusitanicus complanatus Dejean, 1826[2]
- Carabus lusitanicus egesippei LaFerte-Senectere, 1847[2]
- Carabus lusitanicus helluo Dejean, 1826[2][1]
- Carabus lusitanicus latus Dejean, 1826[2]
- Carabus lusitanicus leyrensis Pierre Meyer et Caubet, 1998[2]
- Carabus lusitanicus lusitanicus Fabricius, 1801[2][1]
- Carabus lusitanicus molossoides Lassalle, 1984[2]
- Carabus lusitanicus schaumi Gaubil, 1849[2]
- Carabus lusitanicus trabuccarius Fairmaire, 1857[2]